# Psila megacephala
Psila megacephala är en tvåvingeart som beskrevs av Shatalkin 1996. Psila megacephala ingår i släktet Psila och familjen rotflugor. Inga underarter finns listade i Catalogue of Life.